# Bob Peck
Bob Peck (* 23. August 1945 in Leeds, England; † 4. April 1999 in London, England) war ein britischer Schauspieler. Bekanntheit erlangte er durch die Rolle des Ronald Craven in der Fernsehserie Am Rande der Finsternis und als Wildhüter Robert Muldoon in Jurassic Park.

## Leben
Bob Peck wuchs als Sohn einer Arbeiterfamilie in seinem Geburtsort Leeds auf. Bevor er seine Schauspielkarriere begann, besuchte er das Leeds College of Art, wo er ein Diplom in Kunst und Design erhielt.
Erste Bühnenerfahrungen sammelte Peck an der Royal Shakespeare Company, wo er unter anderem mit Ian McKellen, Donald Sinden und Judi Dench spielte. So trat er mit Sinden unter anderem in der Saison 1979/1980 in Othello in London und Stratford-upon-Avon auf. Zu seinem weiteren Rollen bei der Royal Shakespeare Company zählt die des Macbeth im Jahr 1976. Es folgten Engagements für das National Theatre.
In den 1970er Jahren begann auch Pecks Fernsehkarriere mit Gastauftritten in Serien der BBC. Es folgten erste kleine Rollen in Filmen wie Royal Flash (1975) und Parker (1984). 1985 besetzte ihn der Drehbuchautor Troy Kennedy Martin für die Hauptrolle des Ronald Craven in der von ihm geschriebenen Fernsehserie Am Rande der Finsternis, durch die Peck landesweit Bekanntheit erlangte. Für seine Darstellung erhielt er 1986 den British Academy Television Award als bester Schauspieler.
In den folgenden Jahren spielte Peck in zahlreichen Filmproduktionen mit. So spielte er 1987 die Hauptrollen in Aufstand in Kenia und On the Black Hill. Erste internationale Bekanntheit erlangten seine Darstellungen des Byron im starbesetzten Science-Fiction-Film Slipstream im Jahr 1989 und die eines namenlosen Offiziers im 1990 erschienenen Herr der Fliegen. Zudem trat Peck weiterhin in britischen Fernsehproduktionen auf. So sprach er 1990 bis 1991 alle Figuren der BBC-Kinderserie Forget Me Not Farm.
Der endgültige internationale Durchbruch gelang Peck 1993 in der Rolle des Wildhüters Robert Muldoon in Steven Spielbergs Jurassic Park. Es folgte im selben Jahr ein Auftritt als General Targo in der Fernsehserie Die Abenteuer des jungen Indiana Jones.
Zu Pecks späteren Filmauftritten zählten Rollen in Mein Mann Picasso, als Denton in Der Opiumkrieg und als Ravn in Fräulein Smillas Gespür für Schnee. Seine letzte Arbeit war die Synchronstimme für Josef von Arimathäa im Animationsfilm Der Mann der 1000 Wunder, der postum im Jahr 2000 erschien und Peck gewidmet wurde.
Bob Peck war seit 1982 mit der Schauspielerin Jill Baker verheiratet, mit der einen Sohn und zwei Töchter hatte. Im November 1994 erkrankte er an Krebs, an dessen Folgen er am 4. April 1999 in seinem Haus in London starb. Er wurde 53 Jahre alt. Ian McKellen sagte einst über seinen Schauspielkollegen, dass dieser der Schauspieler gewesen sei, von dem er am meisten gelernt habe.

## Filmografie (Auswahl)
- 1975: Royal Flash
- 1984: Parker
- 1985: Am Rande der Finsternis (Edge of Darkness, Fernsehserie)
- 1987: Aufstand in Kenia (The Kitchen Toto)
- 1987: On the Black Hill
- 1989: Slipstream
- 1990: Herr der Fliegen (Lord of the Flies)
- 1990: Attentat in Birmingham (The Investigation: Inside a Terrorist Bombing; Fernsehfilm)
- 1990–1991: Forget Me Not Farm (Fernsehserie; nur Stimme)
- 1991: The War That Never Ends
- 1993: Jurassic Park
- 1993: Die Abenteuer des jungen Indiana Jones (The Young Indiana Jones Chronicles)
- 1996: Merisairas
- 1996: Mein Mann Picasso (Surviving Picasso)
- 1996: Der Opiumkrieg (Yapian zhanzheng)
- 1997: Hospital! (Fernsehfilm)
- 1997: Fräulein Smillas Gespür für Schnee
- 1997: Fremde Wesen (FairyTale: A True Story)
- 1998: The Scold's Bridle
- 2000: Der Mann der 1000 Wunder (The Miracle Maker – The Story of Jesus)